# Allon Worms
Allon Worms (17 mei 1991) is een Nederlands profvoetballer die uitkomt voor de eerstedivisieclub Almere City FC. Eerder speelde hij in de jeugd van NAC Breda.